# Серебряный мост
Серебряный мост (англ. Silver Bridge) — мост, проходивший над рекой Огайо и соединявший Пойнт-Плезант (Западная Виргиния) и Галлиполис (Огайо). 

## История
Был построен в 1928 году и имел 213-метровый центральный пролёт и два 115-метровых боковых пролёта. В строении моста были использованы стержневые подвески (англ. eyebars — «стержни с проушинами на концах») вместо традиционных тросов (подобно знаменитому мосту Эрсилиу Луза в Флорианополисе). В 1967 году мост обрушился. Вместо него в 1969 году был построен Серебряный мемориальный мост.
Выше по течению расположен Пойнт-Плезантский железнодорожный мост.

## Обрушение моста

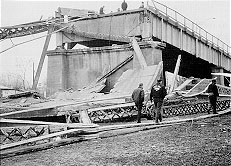
Развалины моста

15 декабря 1967 года в 17:00 Серебряный мост обрушился. Нагрузка от увеличившегося перед Рождеством транспортного потока вызвала разрушение одной из стержневых подвесок (разрушение произошло по трещине 2,5 мм на подвеске № 330), что привело к цепному разрушению конструкции моста. По словам очевидцев, мост полностью разрушился в течение одной минуты.
В момент обрушения вместе с мостом в реку упал 31 автомобиль. В результате катастрофы 46 человек погибли, и 9 получили серьёзные ранения. Помимо человеческих жертв, был разрушен основной путь транспортного сообщения между Западной Виргинией и Огайо. Обрушение моста произошло из-за дефекта в проушине № 330 одного из звеньев его стержневой подвески. Небольшая трещина образовалась из-за фреттинг-коррозии в подшипнике и в дальнейшем увеличилась из-за внутренней коррозии, проблемы, известной, как коррозионное растрескивание под напряжением.
Дефект конструкции моста было трудно заметить в ходе проверок. Проверка до возведения конструкций не позволила бы заметить такую небольшую трещину. Единственным способом обнаружить дефект было бы рассоединение стержневой подвески. Технология обнаружения дефектов, использовавшаяся в то время, не позволяла обнаружить такие трещины.
После данной катастрофы были введены новые стандарты проверок состояния мостов. Один из двух подобных мостов был сразу же закрыт, а затем разрушен в 1971 году, второй после проверки использовался вплоть до 1991 года.
Трагедии якобы предшествовали множественные паранормальные явления, которые были подробно описаны журналистом Джоном Килем в книге «The Mothman Prophecies» (1975).

## Серебряный мост в культуре и искусстве
- 2002 — «Человек-мотылёк» — в конце фильма показано обрушение Серебряного моста (с некоторыми отступлениями от действительности).